# Departamento Catán Lil
Catán Lil (en mapudungún: peñascos agujereados) es uno de los 16 departamentos en los que se divide la provincia argentina de Neuquén.

## Superficie y límites
El departamento posee una extensión de 5490 kilómetros cuadrados y limita al norte con los departamentos de Zapala y Picunches, al este con el departamento Picún Leufú, al sur con el departamento Collon Curá y al oeste con los departamentos de Aluminé y Huiliches.

## Población
Según el censo 2010 tuvo 2155 habitantes.
El censo argentino de 2022 reportó 2676 habitantes.Esto representó un crecimiento del 24.2%. El dato censal lo situó como el departamento menos poblado de la provincia y con menor densidad.

## Localidades
- Las Coloradas
- Pilo Lil

## Parajes
- Chacayco Sur
- Ojo de Agua
- Las Cortaderas
- Puesto Fortín Primero de Mayo
- El Marucho
- Catan Lil
- La Amarga
- Almacén La Picaza
- Caichihue
- Los Molles
- Media Luna
- El Salitral
- El Sauce
- Espinazo del Zorro
- Charahuilla
- Aguada del sapo
- Estancia La Negra
- Cerro Quiniliyeun
- La Bomba
- Las Carpas

## Galería

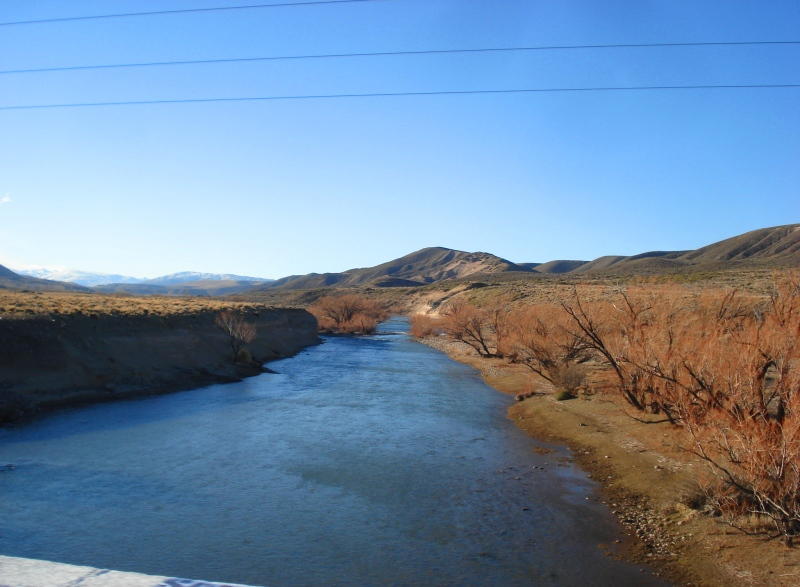
Vista derecha del río durante el cruce del mismo por la ruta provincial 24 en dirección a Las Coloradas.
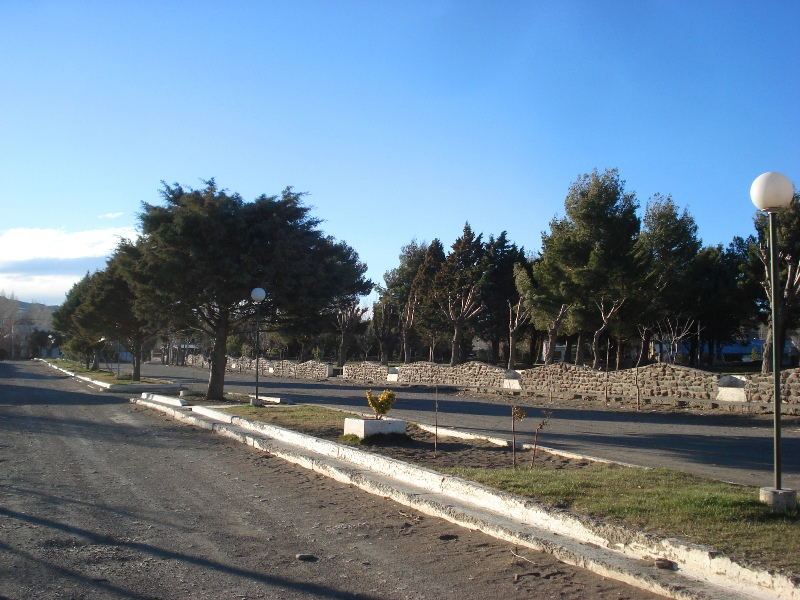
Calle céntrica y plaza de la localidad de Las Coloradas en la provincia del Neuquén, Argentina.